# آنتی‌ژن‌های بیضه‌ای‌سرطانی
ژن‌های بیضه ای-سرطانی ژن‌های بیضه ای- سرطانی گروه ناهمگنی از ژن‌هایی هستند که به صورت نرمال در بافت بیضه و  تخمدان و جفت بیان  می‌شوند و بیان آن‌ها در سرطان‌های مختلف ثابت شده‌است. هر ژنی که بیان آن به صورت mRNA منحصراً در بافت نرمال بیضه  و در سلول‌های سرطانی ثابت شود، می‌تواند جزء این گروه قرار گیرد. بیان این گروه از ژن‌ها به صورت پروتئین در سطح سلول به آن‌ها خاصیت آنتی ژنی می دهد که به نام آنتی ژن‌های بیضه ای- سرطانی نامیده می‌شود.  
با توجه به وجود سدخونی بیضوی و نیز عدم وجود MHC کلاسI در سلول‌های بیضه اگر این آنتی ژن‌ها در بیضه بیان شوند در دسترس سیستم ایمنی قرار نمی‌گیرند. اما در صورتی که در بافت سرطانی بیان شوند خاصیت ایمنی زایی دارند و به عنوان آنتی ژن بیگانه تلقی می گردند و ممکن است سبب تولید آنتی بادی شوند، بنابراین می‌توانند در تهیه واکسن مورد استفاده قرار گیرند .
در برخی تومورها آنتی ژن‌های بیضه‌ای سرطانی بوفور دیده شده‌است که این تومورها شامل: ملانوما، سرطان تخمدان، سرطان سلول‌های ششی خصوصاً از نوع سلول‌های سنگفرشی می‌باشند. به این تومورها (CT rich tumor) گویند و در برخی از تومورها نیز میزان کمی از این آنتی ژنها شناسایی شده‌است. مثل لنفوم و لوکمی، سرطان کلیه ، روده بزرگ و پانکراس.